# Bangsia melanochlamys
Bangsia melanochlamys là một loài chim trong họ Thraupidae.